# シャノン空港

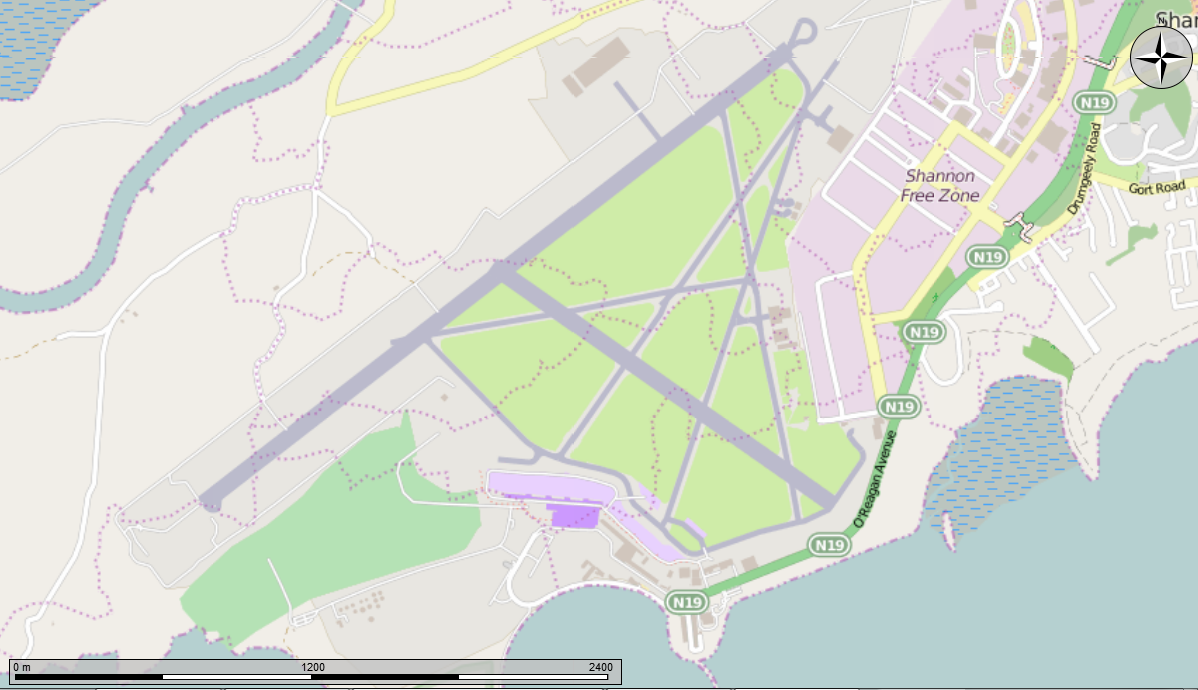
シャノン空港の地図

シャノン空港（シャノンくうこう、愛: Aerfort na Sionnainne、英: Shannon Airport）とは、アイルランドのクレア県シャノンにある国際空港。空港コードはSNN。

## 概要
アイルランド西部の玄関口であり、大西洋西岸に近い立地である。アイルランド島東岸の首都ダブリンとは約190kmの距離がある。アイルランドで3番目に利用者の多い空港で、島内では5番目に利用者の多い空港となっている。
航空機の航続距離が短かった1930年代、大西洋横断航空路が飛行艇によって開拓され、航続距離の制限から、当初は中継拠点としてシャノン近傍の港町フォインズを水上飛行場とした。
しかし、陸上機の性能向上や、1936年のアイルランド国営航空会社・エアリンガス設立とも相まって、長距離路線向けの本格的な陸上空港の整備が求められ、大西洋横断空路の中継点としての機能を重視して、1937年から島内西部に位置するシャノンに空港建設を開始、1940年に開港した。
第二次世界大戦後のレシプロ旅客機時代末期の1940年代から、ジェット旅客機時代初期の1960年代中頃の旅客機の航続距離が限られた時代には、ヨーロッパとアメリカ大陸を結ぶ大西洋路線の給油地となっていた。3,199mという、アイルランドで最長の滑走路を持っている（これにより、スペースシャトルの代替着陸地点に指定された）。
現在でもアメリカからイラク等の中東地域へ展開するアメリカ軍の補給基地となっており、イラク戦争の時にはアイルランド国民の中からアメリカ軍の同空港の使用に反対する運動が起きた。
ヨーロッパからシャノンで乗り継いでアメリカ合衆国に向かう場合、シャノンでアメリカの入国審査を受ける。この方法で、ブリティッシュ・エアウェイズの001便はロンドン・シティ空港からニューヨークJFK空港へ就航している（シティ空港の滑走路の長さの関係で離陸重量に制限があるため、かつての大西洋横断航路のように、横断に必要な燃料をここで給油している）。これは、カナダの空港（カナダからアメリカに向かう場合、カナダでアメリカの入国審査を受ける）と同じシステムである。

## 歴史

### 1936年から1945年
1930年代後半、大西洋横断飛行は飛行艇に支配され、飛行艇ターミナルはシャノン河口の南側のフォインにあった。しかし、技術が発達するにゆえ永続的な滑走路と空港が必要になることがわかった。
1936年にアイルランド政府は、国の最初の大西洋横断空港のために、リネアンナに3.1km2の敷地を開発することを確認した。空港が建設される予定だった土地は湿気があり、1936年10月8日に着工した。1939年7月、ブリュッセル空港からクロイドン空港経由でサベナ・ベルギー航空のサボイア-マルケッティS.73が、リネアンナ飛行場に着陸した最初の民間飛行だった。1942年までに空港が設立され、シャノン空港と命名された。1945年までに、シャノンの既存の滑走路が拡張され、大西洋横断飛行が可能になった。
第二次世界大戦後、ヨーロッパと北アメリカの戦後の民間航空会社によって使用される準備ができていた。1945年9月16日、最初の大西洋横断実証飛行であるパンアメリカン航空のDC-4がガンダーからシャノンに着陸した。 同年10月24日、最初の定期便であるアメリカ海外航空のDC-4の旗艦ニューイングランドが、ニューヨーク - ガンダー - シャノン - ロンドン路線で当空港に着陸した。

### 1960年代から1990年代

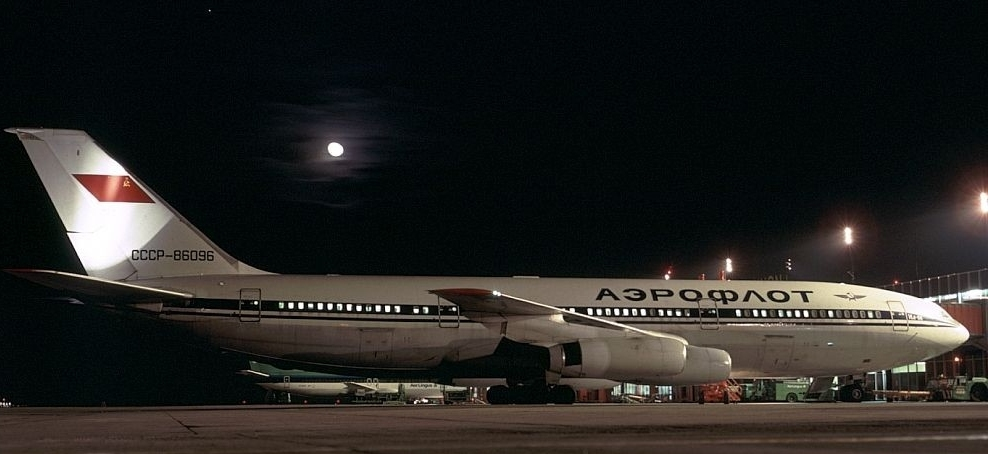
アエロフロート・ソビエト航空（1992年10月）

1961年9月10日に大統領航空のダグラス DC-6がガンダーに向けて出発し、その後シャノン川に墜落し、83人が死亡した。
シャノンがヨーロッパとアメリカ大陸間のゲートウェイとしてよく知られるようになり、国際的な航空会社の数はその後の数年で急激に増加した。航空機の航続距離が限られているため、多くの路線で給油停止する必要があった。シャノンは、大西洋を横断する前後の最も便利な中期点となった。 さらに冷戦中、シャノンは大西洋のヨーロッパ側で最も西側にある非NATO空港だったため、ソビエト連邦からの大西洋横断の多くの便が燃料補給のために当空港を利用した。

### 2000年代
ライアンエアーは、2008年にシャノン空港路線を増加させた。2007年、シャノンは320万人の旅客数を記録した。しかし、2008年のダブリン空港公団（DAA）との意見の不一致の後、ライアンエアーは拠点となる航空機の数が4機から1機に減少し、150名の失業者が現れると発表した。路線の75％削減され、ライアンエアーの32路線は8路線までに減少した。
シティジェットは、エアリンガスがロンドン（ヒースロー）便を廃止した2008年に、パリ＝シャルル・ド・ゴール空港への日2便の運航を開始した。同社はシャノンにアブロ RJ85を拠点としていた。ロンドン・シティ空港への運航など、より多くの路線が検討されていたが、エアリンガスがロンドン（ヒースロー）便を復活させた後、シティジェットは2009年10月にシャノンを後にした。

### 2010年代
2012年12月、シャノン空港がダブリン空港とコーク空港を所有しているダブリン空港公団（DAA）から脱退すると発表された。2012年12月31日午後11時59分に、シャノン空港は公営商業空港になり、現在はシャノン空港公団により運営されている。また、5年以内に年間旅客数を250万人まで増やす目標を発表したが、2017年に174万人と目標値を下回っている。
2013年3月、シャノン空港公団はニール・パキーを最初の最高経営責任者（CEO）に任命した。2013年6月の航空交通量は、3年間で初めて増加が記録された、前年比8％の増加を報告している。2013年3月21日、ライアンエアーは、スペインのアリカンテへの路線を週2便で、6月5日に運航を開始することを発表した。これにより、シャノンの合計33都市の夏の季節限定運航の予定路線がもたらされた。2013年8月、エアリンガスは、毎週土曜日にスペインのカナリア諸島のランサローテ島への路線をエアバスA320で運航することを発表した。2013年10月、ユナイテッド航空は2014年のシャノン - シカゴ線で定員数を88％増やすことを確認した。2013年後半に、エアリンガスはスペインのマラガ（週2便）とイギリスのブリストル（日1便）への路線を発表した。ライアンエアーは、シャノンからヨーロッパ大陸への新たな8つの路線も発表した。2014年4月の運航が開始され、2機目のボーイング737-800はシャノンに拠点を置き、年間30万人の乗客の利用を目的とした。発表された就航地は、ベルリン（シェーネフェルト）、パリ（ボーヴェ）、メミンゲン、ワルシャワ（モドリン）、クラクフ、ニース、ファロ、フエルテベントゥラ島である。
2014年7月4日、「アイルランド銀行ランウェイ・ナイト・ラン」では、シャノンの滑走路沿いに1,200人がチャリティー募金のために走った。
エアリンガス・リージョナルを運航しているストバートエアは、2014年後半にシャノンの拠点を2015年初頭に閉鎖すると発表したが、同年6月に戻り、週6便のバーミンガム線と週6便のエディンバラ線を運航した。2015年後半に、シャノン空港公団の新しいCEO、マシュー・トーマスを任命した。ライアンエアーは、2016年後半にパリとメミンゲンの路線を終了することを発表し、マンチェスターとロンドン（スタンステッド）路線も減便した。2016年10月、スカンジナビア航空（SAS）は2017年8月1日から10月7日までストックホルムへ、4月から10月にかけてフランクフルトへの運航を発表した。同日、エア・カナダは、ボーイング737 MAXでトロントへの週4便の運航を発表した。2018年2月、ライアンエアーは、ブリストルとリバプールへの路線を5月から再開すると発表した。同年後半に、同社はイビサへの週2便と、イーストミッドランズへの路線の再開を発表した。ブリストル線、イビサ線、イーストミッドランズ線は、イギリスの欧州連合離脱とボーイング737 MAXにおける飛行トラブルにより、2020年初頭にすべて中止された。また、前述の理由によりボーイング737 MAXの駐機のため、エア・カナダとノルウェー航空はシャノン線を一時停止した。これにより、乗客数は12万人減少した。2019年10月23日、ラウダ航空はウィーンの基地から毎週水曜日と土曜日にシャノンへの週2便の路線を開始すると発表した。2019年11月6日、エアリンガスは季節限定でシャノンからパリ（週4便）とバルセロナ（週3便）への新たな路線を運航すると発表した。空港は2018年に1,864,762人の利用者を記録し、DAAから独立して以来の最大の利用客数である。

## アメリカへの大西洋横断路線
1969年に、新しい政府機関のエアリアンタ（現在のダブリン空港公団）がシャノン空港の責任を負うことが発表された。空港の乗客数はその年に46万人に達した。乗客の増加とボーイング747の導入に伴い、新たに大型なターミナルビルが必要になると判断された。ボーイング747の最初の運航は1971年4月に行われ、新しいターミナルは同年5月に正式に開業した。
1990年代にアメリカ合衆国との航空協定が再交渉され、シャノン空港でのストップオーバーに必要な飛行機の数が減少した。しかし、1996年にコンチネンタル航空がシャノンとダブリンからニューアークへ飛行するようになった。
アエロフロート・ソビエト航空（現アエロフロート・ロシア航空）はシャノンを経由し、年間25万人の乗客を運んでいたため、1990年代初頭のソビエト連邦崩壊は当空港にとって大きな損失だった。
シャノン空港はアイルランド経済の成功、北アイルランド問題の改善、アメリカ人観光客の流入とともに、1990年代後半に再び良好となった。同年代の終わりまでに、シャノン空港の旅客数は220万人になり、2000年には、4,000万ポンドのターミナル拡張が新たに開設された。
シャノンは、ケルトの虎時代にも拡大を続け、アメリカとカナダに多くの路線を運航した。

### シャノン・ストップオーバー
1945年のアメリカ合衆国との最初の航空契約は、シャノンへのフライトのみを許可し、アイルランドの航空会社にのみボストン、シカゴ、ニューヨークへの運航を許可した。1971年、アメリカ民間航空委員会は、同国の航空機がダブリン空港への着陸を許可されない限り、エアリンガスのニューヨークへの着陸を禁止することを提案したと発表した。結局、アメリカの航空会社のトランス・ワールド航空がシャノン経由でダブリン空港へ向かうことを許可する合意に達した。
1990年に米愛の航空協定が変更され、アイルランドの航空会社がロサンゼルスへの路線を運航し、アメリカの航空会社がシャノン経由でダブリンへ向かう新たな航空会社による路線が追加された。1993年の改正により、航空会社はダブリンに直接大西洋横断路線を運航できるようになったが、フライトの50％はシャノンで発着するか、経由する必要があった。
2005年、移行期間に関して合意に達した。2006年11月から2008年4月までの合意により、貨物路線に対する制限は徐々に解消された。旅客路線では、途中降機の要件が緩和され、アイルランドの航空会社がさらにアメリカの3都市に就航できるようになった。さらに、この期間の終わりには、一方の国の空港から他方の国の空港までの定期運航には制限が課されないことが合意された。
2007年、欧州連合（EU）とアメリカは、オープンスカイの航空政策について合意に達したことを発表した（EU-USオープンスカイ協定協定）。この合意は2008年3月30日から発効し、シャノンストップオーバーは完全に廃止されたが、2005年の合意に基づいて行われたものである。

#### 軍事ストップオーバー
シャノン空港には外国軍の使用歴があり、近年はアメリカ軍の軍事ストップオーバーとして使用されている。しかし、1990年代までソビエト連邦軍は空港を頻繁に利用していた。アイルランドは伝統的に軍事中立政策を持っていたため、北大西洋条約機構（NATO）には加盟していなかった。武器、弾薬、爆発物を搭載しないなどの制限があり、軍事訓練や作戦の一部を構成しない制限もあった。シャノンは冷戦中および第一次湾岸戦争中に軍事輸送が見られた。
2011年9月11日のアメリカ同時多発テロ事件の余波で、アイルランド政府はアメリカ合衆国連邦政府にシャノンの使用を申し出た。2003年にアメリカがイラクを侵略したときに政府は依然としてアメリカ軍による空港の使用を許可していた。これについて多くの論争を引き起こし、抗議の対象となり高等裁判所に提起された。
2008年11月の時点で、イラク戦争の開戦以来、約120万人の兵士がシャノンを通過している。2012年から2013年にかけて、オムニエアインターナショナルが軍事飛行契約を結んでいる。
2005年12月6日、英国放送協会（BBC）の番組の『Newsnight』は、シャノン空港が米国中央情報局（CIA）のフライトで少なくとも33回使用されたと主張し、「型破りな引き渡し」と呼ばれるアメリカの政策の一部と考えられていた。ニューヨーク・タイムズは、シャノンではなく「アイルランド」について言及しているものの、数は33であると報告し、アムネスティ・インターナショナルは、フライト数を50と主張している。ケースメント飛行場でも同様の主張が見られた。アメリカ合衆国とアイルランドはこれらの主張を否定している。

### BAのニューヨーク便
2020年までは、ロンドン・シティ空港とニューヨークのジョン・F・ケネディ国際空港を結ぶブリティッシュ・エアウェイズ（BA）のビジネスクラス限定の西行きは、ロンドン・ドックランズ地区にあるロンドン・シティ空港の短い滑走路から離陸できるように、シャノンで燃料を補給するために停止していた。これにより、乗客はニューヨークではなくシャノンでアメリカ合衆国の税関と入国審査を受けることができた。ただし、シャノンからの乗客は乗り込めないことになっていた。2009年に導入された1日2便（うち1便はBA1便）は、エアバスA318型機で運航されていた。2017年には運航が半減し、2020年には新型コロナウイルス感染症の世界的流行の影響で運航が停止する中、再開されないことが発表された。

## 施設
現在の空港ターミナルビルは、2000年3月27日に当時のメアリー・オルーク運輸大臣によって開設された。この施設には、40の搭乗手続きデスク、5つの手荷物引き渡し用の回転式コンベア、14の搭乗口（6つのボーディング・ブリッジを含む）があり、航空機の駐機場は20近くある。駐車場には短期用と長期用の両方がある。

### アメリカ合衆国への事前入国審査

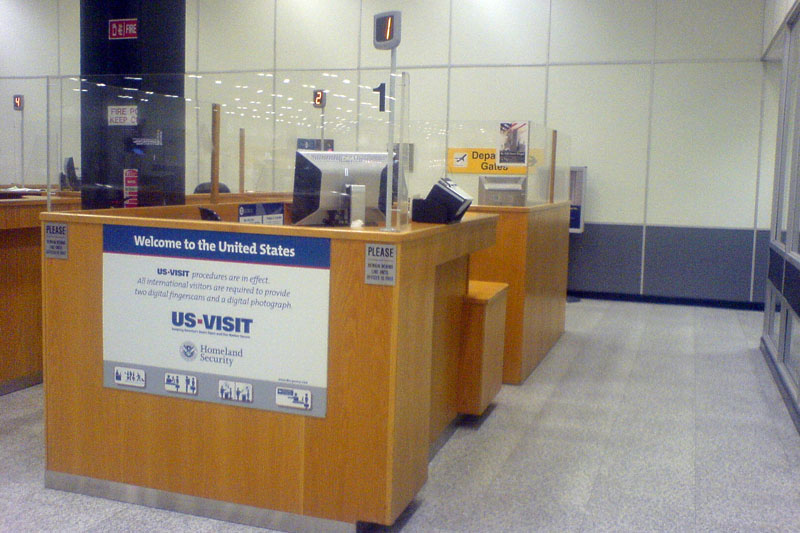
事前入国審査（2008年11月）

1986年に、アメリカ合衆国への事前入国審査（United States Border Preclearance）を受ける施設がシャノン空港に開設され、アメリカ到着時に入国審査を受ける必要がなくなった。2008年11月、税関と検疫所が追加され、ヨーロッパで最初にこの施設を運営する空港となり、到着時にはアメリカ国内線の乗客として扱われるため、国内線ターミナルに到着することが可能になった。これらの施設を設置するために、ターミナルビルへの2階建て7,000m2の拡張が建設された、2009年8月5日の朝に運営開始となった。
2020年現在、シャノン空港のアメリカ合衆国への事前入国審査はヨーロッパにある2つの空港のひとつであり、もうひとつは、同じくアイルランドでアメリカ便を運航しているダブリン空港にある。また、シャノン空港はヨーロッパで最初かつ唯一の民間航空機への事前入国審査を提供する空港でもある。

## 就航航空会社と就航都市
以下の航空会社が、シャノンへの定期便とチャーター便を運航している。

### 旅客便
| 航空会社                   | 就航地 |
| -------------------------- | --- |
| エアリンガス               | 西欧: ロンドン/LHT 北米: ニューヨーク/JFK 季節運航 南欧: ファロ、マラガ、ランサローテ 北米: ボストン 西欧: パリ/CDG |
| エアリンガス・リージョナル | エディンバラ、バーミンガム（2021年3月26日から再開） |
| ライアンエアー             | 西欧: マンチェスター、ロンドン/LGW、ロンドン/STN 東欧: カウナス 中欧: ヴロツワフ、クラクフ、ワルシャワ/モドリン 南欧: アリカンテ、テネリフェ・スール、フエルテベントゥラ、マラガ、ランサローテ 季節運航 西欧: ウィーン、ブリストル 南欧: パルマ・デ・マヨルカ、ファロ、レウス |
| TUIエアウェイズ            | 季節チャーター便: ランサローテ、レウス |
| ルフトハンザドイツ航空     | 季節運航: フランクフルト |
| エア・ヨーロッパ           | 季節チャーター便: パルマ・デ・マヨルカ、ランサローテ |
| ノルウェー・エアシャトル   | 季節運航: スチュワート、プロビデンス |
| アメリカン航空             | 季節運航: フィラデルフィア |
| ユナイテッド航空           | 季節運航: ニューアーク |
| エア・カナダ               | 季節運航: トロント/ピアソン (休航) |

#### 貨物便
| 航空会社                 | 就航地                                                                            |
| ------------------------ | --------------------------------------------------------------------------------- |
| DHLアビエーション        | イーストミッドランズ                                                              |
| フェデックス・フィーダー | パリ/CDG                                                                          |
| UPS航空                  | 西欧:ダブリン 中欧:ケルン/ボン                                                    |
| ターキッシュ・カーゴ     | 北米:アトランタ、シカゴ/オヘア、ニューヨーク/JFK 中東:イスタンブール/アタテュルク |

## 統計

### 旅客数
|                        |
| 更新日：2019年11月11日 |

| 年   | 旅客数    | 前年比 |
| ---- | --------- | ------ |
| 2005 | 3,302,046 | 032.1  |
| 2006 | 3,639,046 | 010.2  |
| 2007 | 3,620,623 | 00.5   |
| 2008 | 3,169,529 | 012.5  |
| 2009 | 2,794,563 | 011.8  |
| 2010 | 1,755,885 | 037.2  |
| 2011 | 1,625,453 | 07.4   |
| 2012 | 1,394,781 | 014.2  |
| 2013 | 1,440,034 | 03.2   |
| 2014 | 1,639,315 | 013.8  |
| 2015 | 1,714,872 | 04.6   |
| 2016 | 1,749,367 | 02.0   |
| 2017 | 1,751,500 | 00.1   |
| 2018 | 1,864,762 | 06.5   |

### 旅客数が多い国際路線
| 順位             | 空港                     | 旅客数  | 前年比 |
| ---------------- | ------------------------ | ------- | ------ |
| 1                | ロンドン・ヒースロー     | 268,225 | 02.3   |
| 2                | ロンドン・スタンステッド | 201,597 | 00.7   |
| 3                | ニューヨーク・JFK        | 134,022 | 013.3  |
| 4                | ロンドン・ガトウィック   | 116,734 | 00.9   |
| 5                | マンチェスター           | 85,521  | 00.9   |
| 6                | ボストン                 | 81,187  | 012.8  |
| 7                | ニューアーク             | 68,655  | 01.5   |
| 8                | マラガ                   | 67,999  | 016.0  |
| 9                | ファロ                   | 56,336  | 01.0   |
| 10               | ランサローテ             | 45,186  | 02.7   |
| 11               | アリカンテ               | 43,431  | 027.4  |
| 12               | フィラデルフィア         | 42,094  | 04.1   |
| 13               | バリツェ                 | 38,178  | 00.6   |
| 14               | ヴロツワフ               | 37,926  | 01.7   |
| 15               | バーミンガム             | 37,639  | 01.7   |
| 出典：中央統計局 |                          |         |        |

## 空港へのアクセス

### 道路

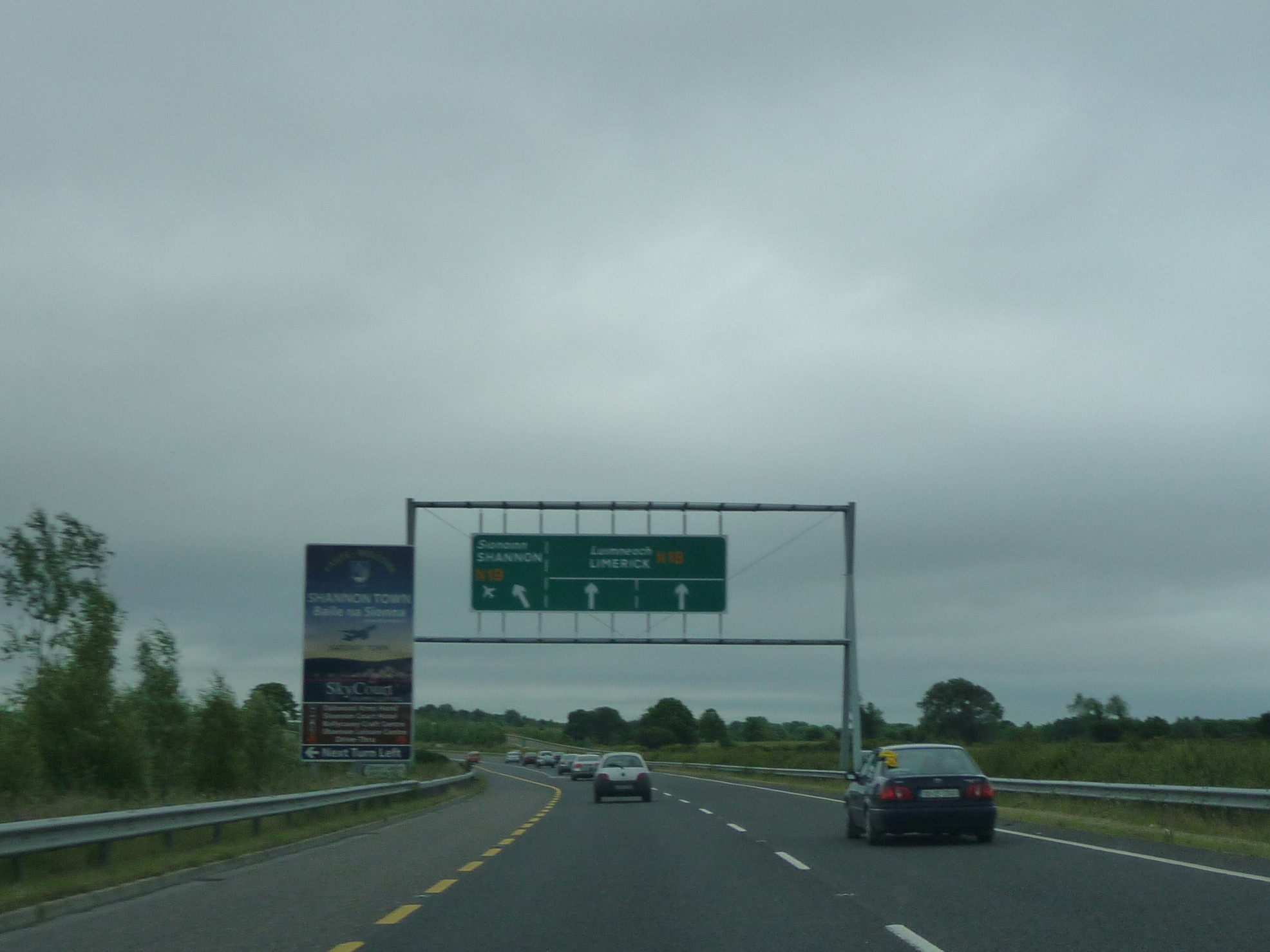
国道N28号シャノン空港出口付近

シャノン空港は、国道N18号 / 高速道M18号に接続する国道N19号の末端にあり、欧州自動車道路のE20号線の西端でもある。国道N19号線の二重車線は2004年に完成し、シャノンの町を迂回している。また、エニスへのインターチェンジと二重車線が2007年に国道N18号（高速道M18号）に完成した。

### バス
空港に停車するバス・エールン番線は以下の通り。
- 51番線：ゴールウェイ - コーク[21]
- X51番線：ゴールウェイ - リムリック[22]
- 343番線：リムリック - シャノン - エニス[23]

### レンタカー
レンタカーはターミナルビルの到着ロビーで利用でき、5つのレンタカー会社が営業している。エールバスなどのバス事業者から貸切バスやバスもレンタルできる。

### 駐車場
シャノン空港内の短期および長期駐車場は、5,000台以上を収容できる駐車スペースがをある。

### 鉄道
長年、空港への鉄道路線（付近にあるリムリック - エニス線からの支線として）が提案されてきたが、具体化されたものはない。最寄りの主要駅（エニス駅とリムリック駅）への接続にはバスまたはタクシーが必要である。アイルランド国鉄のシックスマイルブリッジ駅が空港に最も近い駅である。

## 事故・事件関連
- 1943年7月16日：英国海外航空のデ・ハビランド DH.91 アルバトロスが滑走路14に墜落した。怪我人はいなかった。
- 1946年6月18日：リネアンナからダブリンへのエアリンガスのダグラス DC-3が離陸直後に墜落し、軽傷が報告された。
- 1946年12月28日：トランス・ワールド航空6963便（ロッキード コンステレーション）が空港への着陸時に墜落した[27]。
- 1948年4月15日：パンアメリカン航空1-10便（ロッキード コンステレーション）が空港への着陸時に墜落した[28]。
- 1954年9月5日：アムステルダムからシャノンを経由してニューヨークへ向かっていたKLMオランダ航空633便（ロッキード スーパー コンステレーション）が、シャノンからの離陸直後に墜落した。乗客乗員合わせて28名が死亡した。
- 1956年7月15日：カリフォルニアのサンディエゴからニューヨーク、ガンダー、シャノンを経由し、チューリッヒへの向かっていたスイス航空のコンベアCV-440-11がパイロットのエラーにより空港への進入中に墜落した。墜落により、乗員4名の全員が死亡した。
- 1958年8月14日：アムステルダムからシャノンを経由してニューヨークへ向かっていたKLMオランダ航空607-E便（ロッキード スーパー コンステレーション）が大西洋に墜落し、乗客乗員合わせて99名の全員が死亡した。
- 1960年2月26日：アリタリア-イタリア航空のダグラス DC-7C（I-DUVO）が離陸直後に墜落した。同機はローマからニューヨークへ向かう途中で予定外の寄航をしていた。乗客乗員52名のうち34名が死亡した。
- 1961年9月10日：シャノンからガンダーへ向かっていたプレジデント航空のダグラス DC-6が離陸直後にシャノン川に墜落し、83名の乗客乗務員全員が死亡した。この事故はアイルランドの史上最悪の航空事故の一つとなった。
- 1977年9月30日：アイルランドのインターコンエアーのブリストル タイプ175 ブリタニア253が、滑走路24への着陸時に滑走路の左側に墜落した。左翼が破損し火災が発生したが、負傷者はいなかった。
- 1979年6月20日：アメリカン航空293便がハイジャックされた後、シャノンに着陸した。

### SNS
- シャノン空港 (@ShannonAirport) - X（旧Twitter）（英語）
- シャノン空港 (Shannon.Airport.Official) - Facebook（英語）
- シャノン空港 (@shannon_airport) - Instagram（英語）
- シャノン空港 - YouTubeチャンネル（英語）
- シャノン空港 - Pinterest（英語）

### 空中写真
- ウィキペディア Map Sources
  - 北緯52度42分27秒西経008度55分29秒
- 地図 - オープンストリートマップ